# Lista monumentelor istorice din județul Argeș - M

Simbol pentru monumentele istorice

Lista monumentelor istorice din județul Argeș - M cuprinde monumentele istorice înscrise în Patrimoniul cultural național al României și aflate în localități ce încep cu litera M din județul Argeș.
Lista completă este menținută și actualizată periodic de către Ministerul Culturii, Cultelor și Patrimoniului Național din România, prin intermediul Institutului Național al Patrimoniului, ultima versiune datând din 2015. Această listă cuprinde și actualizările ulterioare, realizate prin ordin al ministrului culturii.
| Cod LMI                            | Denumire                                             | Localitate                      | Localizare                                                                 | Datare, Creatori                 | Imagine               | Erori             |
| ---------------------------------- | ---------------------------------------------------- | ------------------------------- | -------------------------------------------------------------------------- | -------------------------------- | --------------------- | ----------------- |
| AG-II-m-B-13741                    | Biserica „Sf. Gheorghe”                              | oraș Mioveni                    | Str. Bisericii 7B                                                          | 1840                             | Încarcă foto \| video | Raportează eroare |
| AG-II-m-B-13730 (RAN: 17058.02)    | Biserica „Intrarea în Biserică”                      | sat Mălureni; comuna Mălureni   | Ulița Bisericii 114, în cătunul Bădiceni                                   | 1800                             | Încarcă foto \| video | Raportează eroare |
| AG-II-m-B-13731 (RAN: 17058.01)    | Biserica „Sf. Nicolae”, „Duminica Tuturor Sfinților” | sat Mălureni; comuna Mălureni   | Ulița Bisericii 377                                                        | 1724 Dimitrie Belizarie (pictor) |                       | Raportează eroare |
| AG-II-m-B-13732                    | Biserica „Cuvioasa Paraschiva”                       | sat Mărcești; comuna Bogați     | 55                                                                         | 1862                             | Încarcă foto \| video | Raportează eroare |
| AG-II-m-B-13734                    | Casa Boambeș                                         | sat Mățău; comuna Mioarele      | 73                                                                         | 1930                             | Încarcă foto \| video | Raportează eroare |
| AG-II-m-B-13733                    | Biserica „Sf. Apostoli Petru și Pavel”               | sat Mățău; comuna Mioarele      | 331                                                                        | 1883                             | Încarcă foto \| video | Raportează eroare |
| AG-II-m-B-13735                    | Casa Ștefănescu - Mățău                              | sat Mățău; comuna Mioarele      | 332                                                                        | 1918                             | Încarcă foto \| video | Raportează eroare |
| AG-II-m-B-13738                    | Gara                                                 | sat Merișani; comuna Merișani   | 632 44.9653°N 24.74964°E                                                   | 1880                             | Alte imagini          | Raportează eroare |
| AG-II-a-B-13737                    | Curtea boierilor din Merișani                        | sat Merișani; comuna Merișani   | 691 44.96309°N 24.74449°E                                                  | sec. XVIII - XIX                 | Încarcă foto \| video | Raportează eroare |
| AG-II-m-B-13737.01 (RAN: 17110.01) | Conac                                                | sat Merișani; comuna Merișani   | 691                                                                        | sec. XVIII - XIX                 | Încarcă foto \| video | Raportează eroare |
| AG-II-m-B-13737.02                 | Pavilioane                                           | sat Merișani; comuna Merișani   | 691                                                                        | înc. sec. XX                     | Încarcă foto \| video | Raportează eroare |
| AG-II-m-B-13737.03                 | Anexă                                                | sat Merișani; comuna Merișani   | 691                                                                        | sec. XIX                         | Încarcă foto \| video | Raportează eroare |
| AG-II-m-B-13737.04                 | Grajduri                                             | sat Merișani; comuna Merișani   | 691                                                                        | sec. XIX                         | Încarcă foto \| video | Raportează eroare |
| AG-II-m-B-13737.05                 | Parc                                                 | sat Merișani; comuna Merișani   | 691                                                                        | sec. XIX                         | Încarcă foto \| video | Raportează eroare |
| AG-II-m-B-13737.06                 | Zid de incintă cu poartă                             | sat Merișani; comuna Merișani   | 691                                                                        | sec. XIX                         | Încarcă foto \| video | Raportează eroare |
| AG-II-m-B-13736                    | Biserica „Adormirea Maicii Domnului”                 | sat Merișani; comuna Merișani   | 692                                                                        | 1808                             |                       | Raportează eroare |
| AG-II-m-B-13739                    | Biserica „Adormirea Maicii Domnului”                 | sat Miercani; comuna Uda        | 109                                                                        | 1820                             | Încarcă foto \| video | Raportează eroare |
| AG-II-m-B-13740                    | Școala veche                                         | sat Mihăești; comuna Mihăești   |                                                                            | înc. sec. XX                     | Încarcă foto \| video | Raportează eroare |
| AG-II-m-B-13744                    | Biserica „Sf. Nicolae”, „Sf. Constantin și Elena”    | sat Miroși; comuna Miroși       |                                                                            | 1908                             | Încarcă foto \| video | Raportează eroare |
| AG-II-m-A-13745                    | Biserica de lemn „Sf. Treime”                        | sat Morărești; comuna Morărești | 137                                                                        | 1715                             | Alte imagini          | Raportează eroare |
| AG-II-m-B-13746                    | Biserica „Cuvioasa Paraschiva”                       | sat Moșoaia; comuna Moșoaia     |                                                                            | 1806                             | Încarcă foto \| video | Raportează eroare |
| AG-II-m-B-13747                    | Ateneul Popular                                      | sat Mușătești; comuna Mușătești |                                                                            | 1920                             | Încarcă foto \| video | Raportează eroare |
| AG-IV-m-A-13970 (RAN: 17343.01)    | Cruce de piatră - „a Burții”                         | sat Mățău; comuna Mioarele      | Cartier Cocenești, pe marginea drumului spre Boteni, lângă școală          | 1721                             | Încarcă foto \| video | Raportează eroare |
| AG-IV-m-A-13971 (RAN: 17343.02)    | Cruce de piatră                                      | sat Mățău; comuna Mioarele      | Cartier Chilii, la ieșirea din sat spre Poenari, în curtea lui N. Cruceru  | 1728                             | Încarcă foto \| video | Raportează eroare |
| AG-IV-m-A-13972 (RAN: 17343.03)    | Cruce de piatră                                      | sat Mățău; comuna Mioarele      | „La cruci”, la răspântia dintre șoseaua satului și șoseaua spre Suslănești | 1688 - 1714                      | Încarcă foto \| video | Raportează eroare |
| AG-IV-m-A-13975 (RAN: 13944.01)    | Cruce de piatră                                      | sat Moșteni; comuna Albota      | În curtea bisericii                                                        | 1704                             | Încarcă foto \| video | Raportează eroare |